# Unshō Ishizuka
Unshō Ishizuka (石塚 運昇?, Ishizuka Unshō; Katsuyama, 16 maggio 1951 – 13 agosto 2018) è stato un attore e doppiatore giapponese.
Lavorava per la Aoni Production.
Tra i personaggi da lui doppiati vi sono Van Hohenheim in Fullmetal Alchemist: Brotherhood, Huskisson in Fullmetal Alchemist - The Movie: Il conquistatore di Shamballa, Jet Black in Cowboy Bebop, il Professor Oak e la voce narrante in Pokémon, Gustav in Zatch Bell!, Zabuza Momochi in Naruto, Koshiro e Kizaru in One Piece, Mr. Satan in Dragon Ball Kai, Moichi Taoka in Slam Dunk, Dino Golzine in Banana Fish e Joseph Joestar (vecchio) in Le bizzarre avventure di JoJo. È stato il doppiatore ufficiale di Heihachi Mishima da Tekken Tag Tournament 2, dopo la morte di Daisuke Gōri, Ishizuka venne scelto per sostituirlo in molti dei suoi ruoli.
Morì il 13 agosto 2018 a 67 anni a causa di un cancro all'esofago. La notizia della sua morte fu annunciata solo circa una settimana dopo.

## Doppiaggio

### Serie animate
- After War Gundam X (Aimzat Kartal)
- Aquarion (Gen Fudo, Lensi)
- Banana Fish (Dino F. Golzine)
- Berserk (Void)
- Berserk (2016) (Narratore)
- Birdy the Mighty: Decode (Gomez)
- Cowboy Bebop (Jet Black)
- Detective Conan (Ginzo Nakamori (ep. 76-888), Sohei Tatsumi)
- Devillady (Katsumi Seta)
- Digimon Tamers (Vajramon)
- Dimension W (Narratore)
- Dragon Ball Kai (Mr. Satan)
- Dragon Ball Super (Mr. Satan, Kahseral)
- Dragon Quest: The Adventure of Dai (Baron)
- Eureka Seven (Brittani)
- Fullmetal Alchemist: Brotherhood (Van Hohenheim)
- Gintama (Heiji Kozenigata)
- Great Teacher Onizuka (Mr. Kizaki)
- Hellsing (Peter Fargason)
- Jormungand (Lehm Brick)
- Kaleido Star (Mr. Policeman Jerry)
- Kenichi (Shio Sakaki)
- Kenshin - Samurai vagabondo (Fuji)
- L'attacco dei giganti (Padre di Annie)
- Last Exile (Godwin)
- Le bizzarre avventure di JoJo: Stardust Crusaders (Joseph Joestar)
- Le bizzarre avventure di JoJo: Diamond is Unbreakable (Joseph Joestar)
- Lupin III - L'avventura italiana (Salo)
- Mobile Suit Gundam 00 (Sergei Smirnov)
- Mobile Suit Gundam: Iron-Blooded Orphans (McMurdo Barriston)
- Najica Blitz Tactics (Gento Kuraku)
- Naruto (Zabuza Momochi)
- Naruto Shippuden (Zabuza Momochi)
- Oban Star-Racers (Don Wei)
- One-Punch Man (Scarabeo Asura)
- One Piece (Kizaru/Borsalino (fino a ep. 881), Koshiro, Kong)
- Persona 4: The Animation (Ryotaro Dojima)
- Persona 4: The Golden Animation (Ryotaro Dojima)
- Planetes (Werner Locksmith)
- Pokémon (Narratore (fino a ep. 1030), Onix di Brock, Weezing di James, Professor Oak (fino a Sole & Luna), Scyther di Tracey, Forretress di Brock, Muk di Ash, Kingler di Ash, Gyarados di Misty, Pineco di Brock, Koffing di James, venditore di Magikarp, Blastoise di Gary, Swellow di Ash, Steelix di Brock, Mamoswine di Lucinda, Pokédex di Unima, Stunfisk di Spighetto)
- Pokémon Chronicles (Professor Oak, venditore di Magikarp, Nick (vecchio))
- Samurai Champloo (Manzou "The Saw" Sakami)
- Sankarea (Dan'ichiro Sanka)
- Space Dandy (Dr. Gel)
- Stitch! (Capitan Gantu)
- The Big O (Alex Rosewater)
- Toriko (Darnil Khan)
- Trigun (Brilliant Dynamites Neon)
- Vandread (Rabat)
- Wolf's Rain (Quent Yaiden)
- Yu-Gi-Oh! (serie animata 1998) (Gozaburo Kaiba)

### Film animati
- Animatrix (Agente 1)
- Code Geass: Akito the Exiled (Gene Smilas)
- Fatal Fury: La leggenda del lupo famelico (Jeff Bogard)
- Lupin III - Bye Bye Liberty: Scoppia la crisi! (Jones)
- Lupin III - Il tesoro degli zar (Lucky McDonald)
- Lupin III - Viaggio nel pericolo (Keith Hayden)
- Mazinga Z Infinity (Dott. Inferno)
- Mobile Suit Gundam: Il contrattacco di Char (Meran)
- Redline (Volton)
- Street Fighter II: The Animated Movie (Blanka)
- Tekken: Blood Vengeance (Heihachi Mishima)

### OAV
- Devilman (Kaim)
- Gatchaman Tecno Ninja (Red Impulse Captain)
- Hellsing Ultimate (Spirito dello Harkonnen)
- Ken il guerriero - La trilogia (Sanga)
- Kenshin il Vagabondo: Meiji Kenkaku Romantan - Shin Kyoto-hen (Fuji)
- Legend of the Galactic Heroes (Job Trunicht)
- Macross Plus (Guld Goa Bowman)
- Mobile Suit Gundam: L'Ottavo Plotone (capitano (ep. 12))
- Mobile Suit Gundam Unicorn (Meran, Yonem Kirks)
- Night Warriors: Darkstalkers' Revenge (Donovan Baine)
- Ninja Gaiden (Dr. Ned Friedman)
- Violence Jack: Harlem Bomber (Narratore)
- Violence Jack: Hell's Wind (Violence Jack)

### ONA
- Xam'd: Lost Memories (Ryuzo Takehara)

### Videogiochi
- Ace Combat: Squadron Leader (Jack Bartlett/Heartbreak 1)
- Arc: Il tramonto degli Spiriti (Imperatore Darkham)
- Asura's Wrath (Augus)
- Berserk Millennium Falcon Arc: Chapter of the Holy Demon War (Void)
- Breath of Fire IV (Scias)
- Breath of Fire: Dragon Quarter (Odjn)
- Bullet Witch (Maxwell)
- Capcom Fighting Jam (Guile)
- Capcom vs. SNK: Millennium Fight 2000 (Guile)
- Capcom vs. SNK 2 (Guile)
- Cowboy Bebop (Jet Black)
- Cowboy Bebop - Tsuioku no serenade (Jet Black)
- Dead or Alive: Dimensions (Brad Wong)
- Dead or Alive 5 (Brad Wong)
- Dead or Alive 6 (Brad Wong)
- Devil's Third (Ivan)
- Dragalia Lost (Kleimann)
- Dragon Ball Z: Ultimate Tenkaichi (Mr. Satan)
- Dragon Ball Xenoverse (Mr. Satan)
- Dragon Ball Xenoverse 2 (Mr. Satan)
- Dragon Ball Legends (Mr. Satan)
- Dragon's Crown (Nano)
- Dragon Force II: Kamisarishi Daichi ni (Grandel)
- Fate/unlimited codes (Soichiro Kuzuki)
- Fist of the North Star: Ken's Rage 2 (Kaioh)
- Granblue Fantasy (Agielba)
- J-Stars Victory Vs+ (Heihachi Edajima)
- JoJo's Bizarre Adventure: All Star Battle (Devo il Maledetto)
- JoJo's Bizarre Adventure: Eyes of Heaven (Joseph Joestar (vecchio))
- JoJo's Bizarre Adventure: All Star Battle R (Joseph Joestar (vecchio))
- Killer Is Dead (Bryan Roses)
- Kingdom Hearts Birth by Sleep (Capitan Gantu)
- Kurohyō: Ryū ga Gotoku Shinshō (Shozo Takenaka)
- Like a Dragon: Ishin! (Toyo Yoshida)
- Metal Gear Rising: Revengeance (Steven Armstrong)
- Metal Gear Survive (Goodluck)
- Naruto: Clash of Ninja (Zabuza Momochi)
- Naruto: Ultimate Ninja (Zabuza Momochi)
- Naruto: Clash of Ninja 2 (Zabuza Momochi)
- Naruto: Path of the Ninja (Zabuza Momochi)
- Naruto: Ultimate Ninja 2 (Zabuza Momochi)
- Naruto: Gekitou Ninja Taisen! 3 (Zabuza Momochi)
- Naruto: Gekitou Ninja Taisen! 4 (Zabuza Momochi)
- Naruto: Ultimate Ninja 3 (Zabuza Momochi)
- Naruto: Ultimate Ninja Heroes 2: The Phantom Fortress (Zabuza Momochi)
- Naruto Shippuden: Ultimate Ninja 4 (Zabuza Momochi)
- Naruto: Rise of a Ninja (Zabuza Momochi)
- Naruto: The Broken Bond (Zabuza Momochi)
- Naruto Shippuden: Ultimate Ninja Storm Generations (Zabuza Momochi)
- Naruto Shippuden: Ultimate Ninja Storm 3 (Zabuza Momochi)
- Naruto Shippuden: Ultimate Ninja Storm Revolution (Zabuza Momochi)
- Naruto Shippuden: Ultimate Ninja Storm 4 (Zabuza Momochi)
- Naruto to Boruto: Shinobi Striker (Zabuza Momochi)
- Naruto x Boruto Ultimate Ninja Storm Connections (Zabuza Momochi)
- Nightshade (Kazaguruma)
- Ninja Gaiden 3 (Ishigami)
- One Piece: Pirate Warriors (Kizaru/Borsalino)
- One Piece: Pirate Warriors 2 (Kizaru/Borsalino)
- One Piece: Unlimited World Red (Kizaru/Borsalino)
- One Piece: Pirate Warriors 3 (Kizaru/Borsalino)
- One Piece: Burning Blood (Kizaru/Borsalino)
- One Piece: World Seeker (Kizaru/Borsalino)
- Panzer Dragoon Saga (An'jou)
- Panzer Dragoon Orta (Sestren)
- Persona 4 (Ryotaro Dojima)
- Persona 4 Arena Ultimax (Ryotaro Dojima)
- Persona 4: Dancing All Night (Ryotaro Dojima)
- PlayStation All-Stars Battle Royale (Heihachi Mishima)
- Pokémon Snap (Prof. Oak, Koffing)
- Project X Zone (Heihachi Mishima)
- Project X Zone 2 (Heihachi Mishima)
- Resident Evil: Revelations (Clive O'Brian)
- Robot Alchemic Drive (Dr. Hourai)
- Rogue Galaxy (Deego Aegis)
- Romancing SaGa (Hawke)
- Ryu ga Gotoku Ishin! (Toyo Yoshida)
- Sakigake!! Otokojuku: Nihon yo, Kore ga Otoko de Aru! (Heihachi Edajima)
- Shin Megami Tensei: Strange Journey Redux (Comandante Gore)
- Star Ocean: Till the End of Time (Adray Lasbard)
- Street Fighter X Tekken (Heihachi Mishima)
- Super Robot Wars Alpha (Guld Goa Bowman)
- Super Robot Wars Alpha Gaiden (Guld Goa Bowman)
- Super Robot Wars Alpha 3 (Guld Goa Bowman)
- Super Robot Wars Z (Alex Rosewater, Gen Fudo, Apollonius)
- Super Robot Wars Z2: Destruction Chapter (Sergei Smirnov)
- Super Robot Wars Z2: Rebirth Chapter (Sergei Smirnov)
- Super Robot Wars Z3: Hell Chapter (Meran, Yonem Kirks)
- Super Robot Wars Z3: Heaven Chapter (Doctrine of Anger, Meran)
- Super Robot Wars V (Meran, Yonem Kirks)
- Super Robot Wars T (Meran, Jet Black)
- Super Robot Wars 30 (Meran)
- Super Smash Bros. Melee (Wheezing)
- Super Smash Bros. Brawl (Metagross)
- Super Smash Bros. per Nintendo 3DS e Wii U (Metagross)
- Super Smash Bros. Ultimate (Incineroar, Venusaur, Metagross, Heihachi Mishima)
- Tales of Rebirth (Eugene Gallardo)
- Tales of the World: Radiant Mythology (Eugene Gallardo)
- Tales of Graces (Paradine)
- Tales of the Rays (Eugene Gallardo)
- Tekken Tag Tournament 2 (Heihachi Mishima)
- Tekken 7 (Heihachi Mishima)
- The King of Fighters: All Star (Heihachi Mishima)
- The Last Story (Dagran)
- Uncharted 3: L'inganno di Drake (Charlie Cutter)
- Uncharted 4: Fine di un ladro (Charlie Cutter)
- Warriors: Legends of Troy (Ulisse)
- Xenosaga Episode I: Der Wille zur Macht (Captain Matthews)
- Xenosaga Episode II: Jenseits von Gut und Bose (Captain Matthews)
- Xenosaga Episode III: Also sprach Zarathustra (Captain Matthews)
- Xenoblade Chronicles X (Luxaar)
- Yakuza 3 (Tetsuo Tamashiro)

### Ruoli di doppiaggio
- L'era glaciale 4 - Continenti alla deriva (Diego)
- Lilo & Stitch (Capitano Gantu)
- Leroy & Stitch (Capitano Gantu)
- Provaci ancora Stitch! (Capitano Gantu)
- Shrek 2 (Principe Azzurro)
- Shrek terzo (Principe Azzurro)
- Ralph Spaccatutto (Ologramma Generale)